# Francesc Abelló Pascual
Francesc Abelló Pascual (Reus, 1892 - 1973) va ser un metge psiquiatre català.
Cosí germà de Josep i Joan Abelló Pascual, metge i farmacèutic respectivament, Francesc Abelló es va llicenciar en Medicina a la Universitat de Barcelona el 1919. Es va especialitzar en Psiquiatria i va ser contractat per l'Institut Pere Mata l'abril de 1922, i el 1929 el van nomenar sotsdirector, quan era director Josep Briansó. El 1927 va ser nomenat inspector municipal de Sanitat. Afiliat al Foment Nacionalista Republicà de Reus, va ser elegit regidor a les eleccions municipals de l'abril de 1931. Com a president de la Comissió de Cultura de l'Ajuntament, i preocupat per la conservació del patrimoni històric, proposà la creació del Museu Municipal. El 1933, aprovada la proposta, es va crear el Patronat del Museu, del que Abelló en va ser president de la Junta fins a les eleccions de gener del 1934.
L'agost del 1936, és nomenat delegat de la Generalitat a l'Institut Pere Mata. El setembre de 1938, quan van convertir l'Institut Pere Mata en hospital de sang, va organitzar el trasllat de malalts i de sanitaris a l'Hospital de Sant Boi de Llobregat i a finals d'octubre van traslladar-se al Castell de Montesquiu.
El gener de 1939, Francesc Abelló Pascual s'exilià a França deixant la direcció del centre en mans del doctor Salvador Vilaseca. Al tornar, el van detindre, el van empresonar, el van cessar del seu càrrec a l'Institut Pere Mata, i el van inhabilitar professionalment. Alliberat el 1941, no va tornar a l'Institut fins al 1955 on va estar-se fins a la seva jubilació el 1966, moment en què se li va restituir la subdirecció de l'Institut Pere Mata.
Va ser un dels fundadors i col·laborador habitual de Fulls clínics a Reus, una revista de formació mèdica continuada que va sortir irregularment entre el desembre del 1931 i el gener del 1936. Se'n van publicar onze números, amb diversos articles de molts metges reusencs. A més del mateix Francesc Abelló, hi col·laboraven Josep Briansó Salvador, Pere Cavallé Pi, A. Escolà Gibert, Lluís Grau Barberà, Josep M Ibarz, Santiago Ibarz Grao, Enric Olesti Reig, Antoni Oriol i Anguera, Jaume Roig Padró, Jaume Sabater Vallès, Josep Solanes Vilaprenyó, Miquel Taverna-Torm, Francesc Tosquelles Llauradó, V. Viladrich i Salvador Vilaseca.
Era delegat de l'empresa farmacèutica Laboratoris Abelló, que coorganitza diversos congressos de la Societat Hispano Lusitana d'Endocrinologia.